# タイの競馬

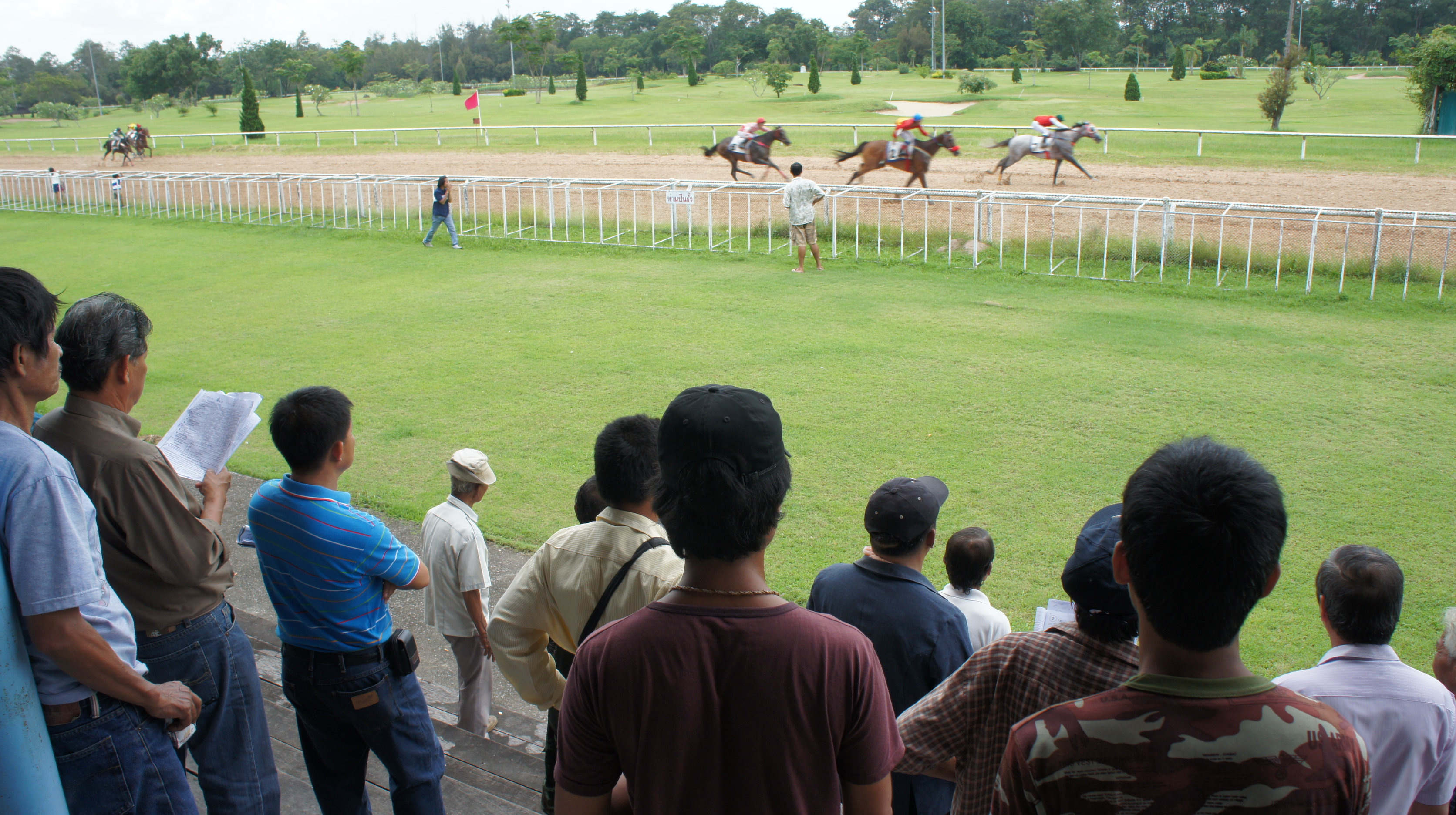
チェンマイ競馬場

タイに競馬が導入されたのは19世紀後半で、その後現在に至るまで複数の競馬場で行われている。競馬はタイ国内で合法な数少ない賭博で、20世紀半ばには一気に人気を得たがその後衰退した。現在では低所得層が観客の多くを占める一方、厩舎の多くを所有する上流階級の人々にとっての社交場ともなっている。

## 歴史
タイで競馬が最初に開かれたのは1897年にラーマ5世国王が訪問先の欧州から帰国してからである。 程なくして会員制のスポーツクラブとして競馬場が建設され、その中で特に有名なのが1901年に設立された王立バンコクスポーツクラブ及びそれに続いた1916年設立のロイヤル・ターフ・クラブである。
当初開かれていた競馬は主にタイに在住していた欧米人やタイの上流階級者を主な顧客として見ていた。文明的である行事とされ、他の賭け事が禁止されていく中でも競馬の賭博は許可され続けた。その後1920年代には他の階級ににも広まった。結果として競馬は不道徳的な扱いを受けるようになった。その後1949年には政府がバンコク市内で週1回以上は許可しない事を宣告した。
20世紀の後半にかけてタイ国内で様々な（主に違法な）賭博が流行りだした一方、競馬は徐々に衰退していった。1990年代には複数の競馬場が改修工事を受けたり所有権が移ったりした。現在では国内にある8つの競馬場のうち7つが営業している。バンコクにある2つの競馬場の他にもナコーンラーチャシーマー県、ウドーンターニー県、コーンケン県、ローイエット県、そしてチエンマイ県にそれぞれ競馬場が営業している。一方かつてマハーサーラカーム県にあった競馬場は閉鎖されている。
2015年9月28日に開催された国際血統書委員会年次会議においてタイ血統書のサラブレッド登録機関としての承認が取り消された。
2018年9月16日にバンコクにある競馬場ロイヤル・ターフ・クラブが閉鎖、102年の歴史に幕を下ろした。
2023年2月14日に開催された国際血統書委員会会議において、タイ血統書がサラブレッド登録機関として再承認された。